# Godsmack
Godsmack ist eine US-amerikanische Rockband aus Boston, Massachusetts. Die Band wurde im Jahre 1995 gegründet und steht momentan bei Sony BMG unter Vertrag. Godsmack haben bislang acht Studioalben veröffentlicht und konnten weltweit mehr als 20 Millionen Alben verkaufen. Dreimal erreichte die Band die Spitzenposition der US-amerikanischen Albumcharts. Die Band wurde bislang vier Mal für einen Grammy Award nominiert.

## Geschichte

### Frühe Jahre und Debütalbum (1995 bis 1999)
Im Februar 1995 entschied sich Sully Erna, eine neue Band zu gründen. Erna spielte zuvor 23 Jahre lang Schlagzeug, dies in Bands wie Strip Mind und Meliah Rage und wollte in seiner neuen Band als Sänger auftreten. Zur ersten Besetzung gehörten neben Erna der Gitarrist Lee Richards, der Bassist Robbie Merrill und der ehemalige Lillian-Axe-Schlagzeuger Tommy Stewart. Zunächst nannte sich die Gruppe The Scam und spielte Coverversionen von Bands wie Alice in Chains. Später begannen The Scam damit, eigene Lieder zu schreiben. Nach der Fertigstellung des ersten Demos änderte die Band den Namen in Godsmack.
Richards wurde kurz darauf durch Tony Rombola ersetzt, während Stewart seine Position am Schlagzeug für Joe Darko räumen musste. Nach kurzer Zeit verließ auch Darko die Band. Notgedrungen spielte Erna bei den Aufnahmen für das Debütalbum All Wound Up das Schlagzeug selber ein. Die Aufnahmen fanden an einem Wochenende statt und kosteten 2600 Dollar. Das Geld lieh sich die Band von einem Freund. Durch unzählige Konzerte im Großraum Boston erspielten sich Godsmack ein größeres Publikum.
All Wound Up erschien 1997 als Eigenpressung. Die Radiostation WAAF nahm das Lied Keep Away in die Rotation auf und die Band verkaufte über 1000 Exemplare des Albums pro Woche. Auch das Lied Whatever wurde in die Heavy Rotation des Senders aufgenommen, was Paul Geary auf die Band aufmerksam macht. Der ehemalige Schlagzeuger der Band Extreme nahm die Band für seine Managementfirma PGE unter Vertrag. Zwischenzeitlich kehrte Tommy Stewart wieder als Schlagzeuger in die Band zurück. Godsmack unterschrieben einen Plattenvertrag bei Republic Records, die das Album lediglich neu abmischten und mit einem neuen Coverartwork unter dem Titel Godsmack noch einmal veröffentlichten. Das Album erreichte Platz 22 der US-amerikanischen Albumcharts.
Aufgrund persönlicher Differenzen musste Darko die Band wieder verlassen und wurde durch seinen Vorgänger Tommy Stewart ersetzt. Godsmack spielten zunächst einige Konzerte in Clubs, bevor sie auf die Ozzfest-Tournee eingeladen wurden und beim Woodstock-III-Festival spielten. Ihre ersten Konzerte in Europa spielte die Band als Vorgruppe von Black Sabbath. Bis heute verkaufte sich das Debütalbum alleine in den USA über vier Millionen Mal und wurde mit vierfach Platin ausgezeichnet.

### AwakeundFaceless(2000 bis 2003)

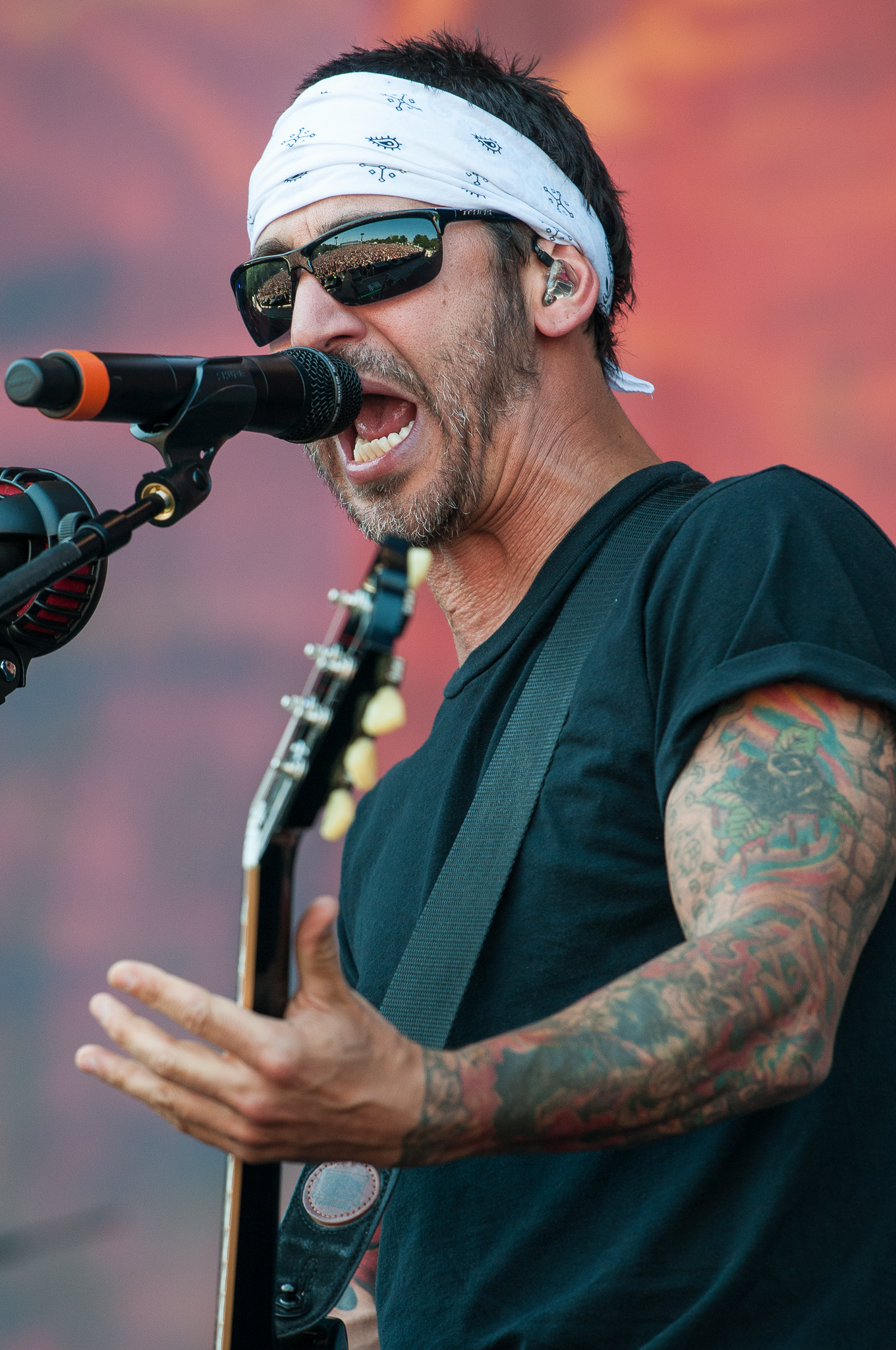
Sänger Sully Erna

Während der Tourneen im Jahre 1999 und 2000 schrieb die Band neue Lieder. Das zweite Album Awake erschien im Herbst 2000 und stieg auf Platz fünf der US-amerikanischen Charts ein. In Deutschland und Österreich schaffte die Band erstmals den Sprung in die Charts. In den USA verkaufte sich das Album bislang etwa 2,5 Millionen Mal und wurde mit Doppelplatin ausgezeichnet. Für das Lied Vampires wurden Godsmack für einen Grammy Award in der Kategorie Best Rock Instrumental Performance nominiert, der Preis ging jedoch an Jeff Beck. Es folgte eine Tour durch Nordamerika mit den Deftones sowie eine Europatournee im Vorprogramm von Limp Bizkit. Darüber hinaus traten Godsmack bei den Festivals Rock am Ring und Rock im Park auf.
Nach den Terroranschlägen am 11. September 2001 landete das Lied Bad Religion auf dem 2001 Clear Channel Memorandum. Hierbei handelt es sich um eine Liste des Medienunternehmens Clear Channel Communications mit Liedern, die nach Meinung des Unternehmens für ihre Radiostationen unpassend sein. Im Sommer 2002 trennte sich die Band freundschaftlich von Tommy Stewart. Sein Nachfolger wurde Shannon Larkin, der zuvor bei Bands wie Amen, Ugly Kid Joe und Wrathchild America spielte. Die US-Marine verwendete die Lieder Sick of Life und Awake als Hintergrundmusik für ihre Werbespots. Außerdem wurde das Lied Why? für den Soundtrack des Films An jedem verdammten Sonntag verwendet.
Ebenfalls im Jahre 2002 erhielt Sully Erna das Angebot, den Soundtrack für den Spielfilm The Scorpion King zusammenzustellen. Seine eigene Band steuerte das Lied I Stand Alone bei, welches 14 Wochen lang das meistgespielte Rocklied aller US-amerikanischen Radiosender war. Godsmack mieteten sich ein Haus in Miami um ihr drittes Studioalbum vorzubereiten. Faceless erschien im Frühjahr 2003 und wurde in den USA in der ersten Woche 269.000 Mal verkauft. Damit stieg das Album auf Platz eins der US-Charts ein. Außerdem wurde I Stand Alone und Straight Out of Line in dem Videospiel Prince of Persia: Warrior Within als Hintergrundmusik verwendet.
Einen Monat nach der Veröffentlichung wurde Faceless mit Platin ausgezeichnet. I Stand Alone wurde 2003 für den Grammy in den Kategorien Best Rock Song bzw. Best Hard Rock Performance nominiert. Die Preise gingen jedoch an Bruce Springsteen bzw. die Foo Fighters. Godsmack wurde von Ozzy Osbourne als Vorgruppe für seine Europatournee eingeladen. Die Band schlug das Angebot jedoch aus und reiste im Sommer 2003 nach Hawaii, um ein Akustikalbum vorzubereiten. Im September 2003 gingen Godsmack mit der Band Adema auf Headlinertournee durch Nordamerika. Während dieser Tour wurde die DVD Changes aufgenommen, die im November 2004 erscheint und mit Gold ausgezeichnet wurde.

### The Other SideundIV(2004 bis 2006)

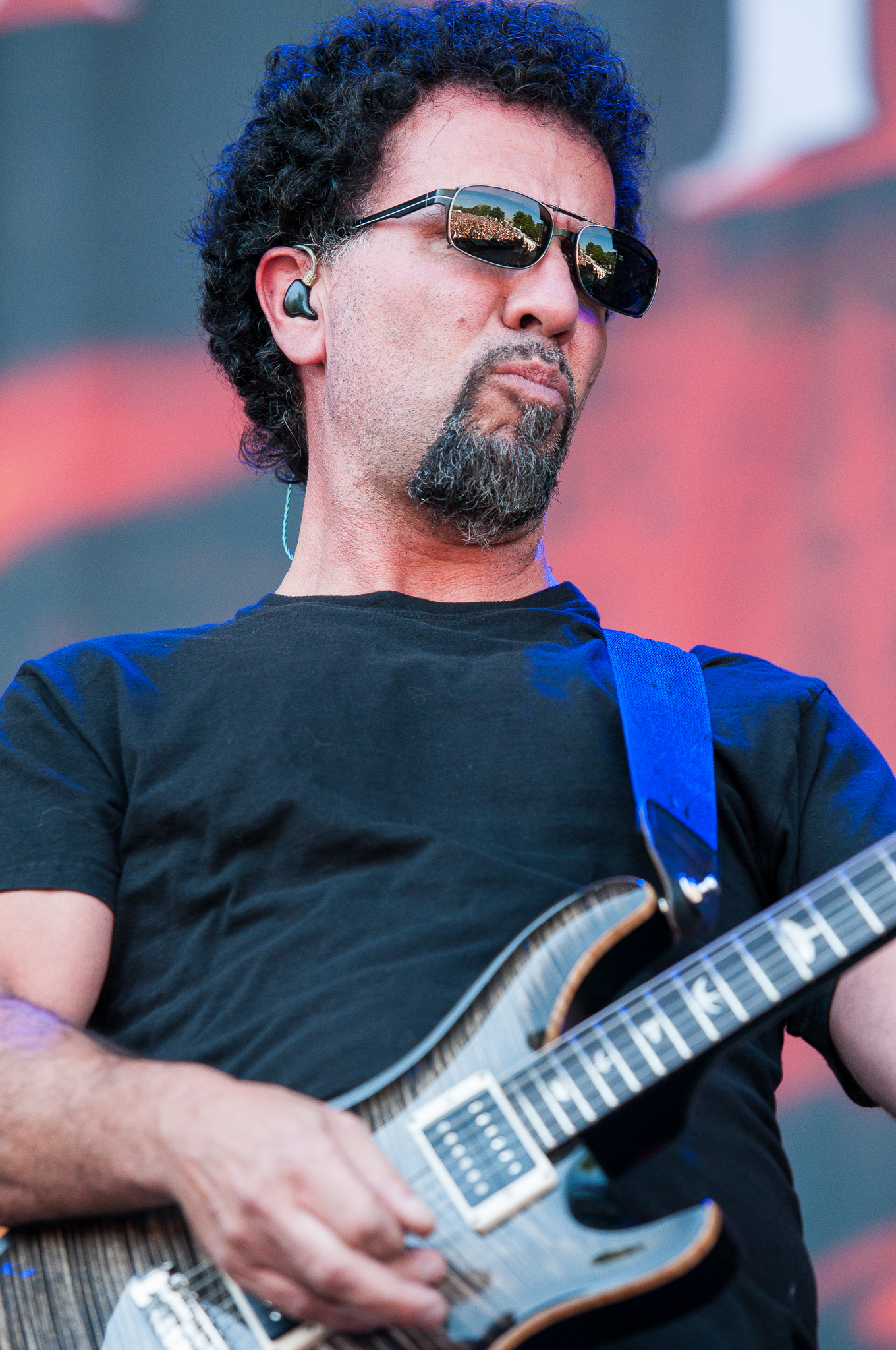
Gitarrist Tony Rombola

Die Akustik-EP The Other Side erschien im März 2004. Neben drei neuen Liedern enthält die EP umarrangierte Versionen der Lieder Keep Away, Spiral und Asleep (im Original Awake). Bei dem Lied Touché ist der ursprüngliche Gitarrist Lee Richards zu hören. The Other Side stieg auf Platz fünf der US-amerikanischen Albumcharts ein und wurde für über 500.000 verkaufte Einheiten mit einer goldenen Schallplatte ausgezeichnet. Nach der Veröffentlichung der EP folgte eine Headlinertournee durch Nordamerika mit Ill Niño und Dropbox, bevor Godsmack für den Rest des Jahres 2004 im Vorprogramm von Metallica in Nordamerika und Europa spielten.
Das Lied Straight Out of Line wurde 2004 für den Grammy in der Kategorie „Best Hard Rock Performance“ nominiert, der Preis ging an Evanescence. Am 1. Mai 2005 spielten Godsmack beim „Rockin’-the-Corps“-Festival vor über 40.000 Soldaten in der Marine Corps Air Station in Oceanside. Bei dem Festival spielten auch Kiss, Destiny’s Child, Hootie and the Blowfish und Richie Sambora. Außerdem nahm die Band die Single Bring it On für das Videospiel Madden NFL 2006 auf.
Im Oktober 2005 begann die Band mit den Aufnahmen für ihr viertes Studioalbum. Zum ersten Mal konnte sich die Band in Ruhe auf ein neues Album vorbereiten und musste keine Lieder während einer Tournee schreiben. Das schlicht IV betitelte Album erschien im April 2006 und stieg wie sein Vorgänger auf Platz eins der US-amerikanischen Charts ein und verkaufte sich in der ersten Woche etwa 211.000 Mal. Das Album wurde in den Vereinigten Staaten mit Gold ausgezeichnet. IV erreichte Platz vier in den kanadischen und Platz 59 in den deutschen Albumcharts. Godsmack traten in den Fernsehshows The Tonight Show von Jay Leno sowie bei Jimmy Kimmel Live! auf. Im Mai 2006 spielte die Band im Rahmen der Fernsehsendung VH1 Rock Honors ein Medley auf vier Judas-Priest-Liedern. Nach einer Co-Headlinertournee durch Nordamerika mit Rob Zombie folgte eine weitere Tour mit Breaking Benjamin.

### Good Times, Bad Times...undThe Oracle(2007 bis 2011)

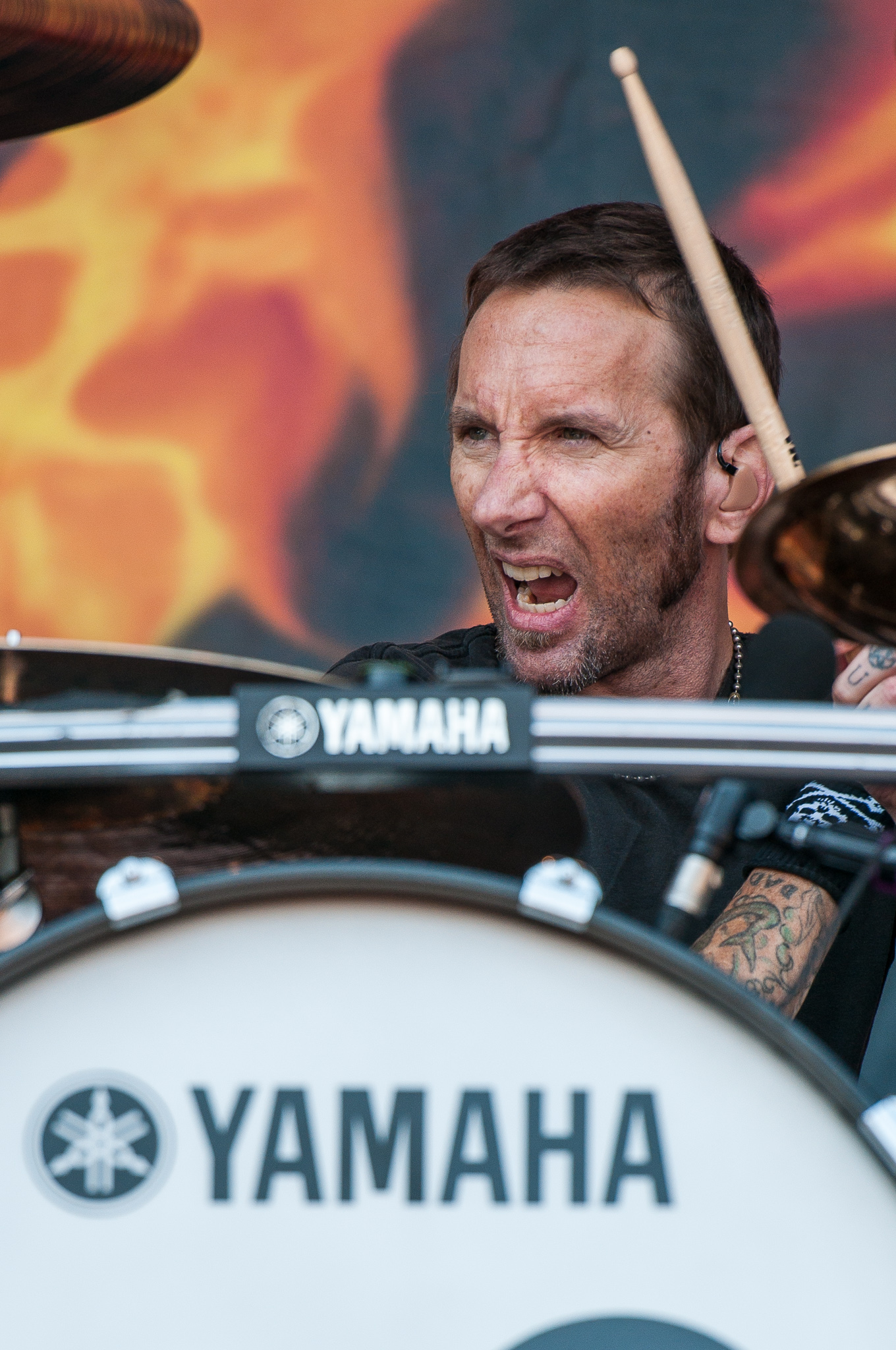
Schlagzeuger Shannon Larkin

Während des Jahres 2007 spielte die Band einzelne Konzerte. Tony Rombola, Robbie Merill, Shannon Larkin veröffentlichten zusammen mit dem ehemaligen Godsmack-Gitarristen Lee Richards und dem ehemaligen Ugly-Kid-Joe-Sänger Whitfield Crane ein Album unter dem Namen Another Animal und gingen mit Alter Bridge auf Tournee. Jahre später erklärte Sully Erna, dass es wegen dieses Seitenprojekts zu Streitigkeiten innerhalb der Band kam, die beinahe zur Auflösung führten. Im November 2007 wurde mit Good Times, Bad Times… Ten Years of Godsmack ein Best-of-Album veröffentlicht. Mit Good Times Bad Times enthält das Album eine Coverversion von Led Zeppelin. Das Album verkaufte sich in der ersten Woche in den USA etwa 40.000 Mal und erreichte Platz 35 der US-amerikanischen Albumcharts.
Nach der Veröffentlichung des Best-of-Albums nahmen sich die Bandmitglieder Zeit für ihre eigenen musikalischen Projekte. Sully Erna ging auf Solotournee und veröffentlichte im Jahre 2010 sein Soloalbum Avalon. Im Sommer 2009 nahmen Godsmack auf der Crüe-Fest-II-Tournee teil, bei der neben dem Headliner Mötley Crüe noch die Bands Theory of a Deadman, Drowning Pool und Charm City Devils teilnahmen. Während der Tournee kam es zu Streitigkeiten zwischen Sully Erna und dem Mötley-Crüe-Bassisten Nikki Sixx, bei denen es um die Behandlung von Godsmack durch die Security von Mötley Crüe ging.
Am 9. Juni 2009 veröffentlichte die Band mit Whiskey Hangover eine neue Single als eine Vorschau auf das fünfte Album namens The Oracle, welches am 4. Mai 2010 erschien. Zum dritten Mal in Folge erreichte die Band Platz eins der US-amerikanischen Albumcharts und erreichten darüber hinaus Platz zwei in Kanada. Anfangs trug das Album noch den Produktionsnamen Saints & Sinners, welcher jedoch später zu The Oracle geändert wurde, da Sully Erna den vorherigen Namen als zu religiös empfand. Außerdem hätten Whitesnake im Jahre 1982 bereits ein Album mit diesem Titel veröffentlicht. Im Sommer 2011 spielten Godsmack bei dem Mayhem Festivals, wo sie gemeinsam mit Disturbed und Megadeth die Rolle der Headliner übernahmen.

### Live & Inspiredund1000hp(2012 bis 2017)

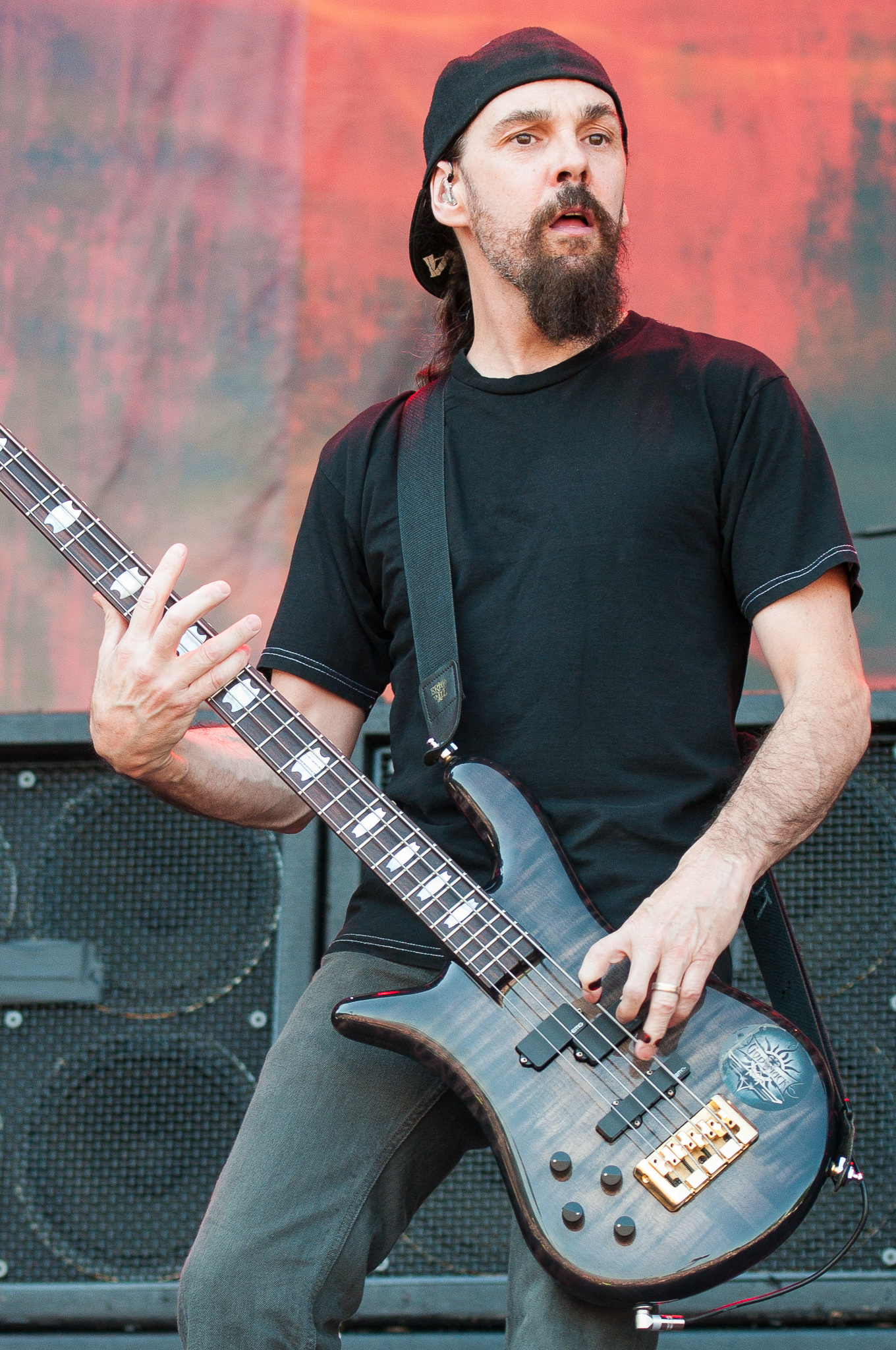
Bassist Robbie Merrill

2012 stand eine ausgedehnte Tour mit Staind und Halestorm an. Das Live-Album namens Live & Inspired erschien am 25. Mai 2012. Hierfür wurde ein Konzert in Detroit mitgeschnitten. Darüber hinaus enthält das Album eine zweite CD mit Coverversionen von Joe Walsh, den Beatles, Pink Floyd und Metallica. Die Europatour wurde später aufgrund Stimmprobleme des Sängers vollkommen gestrichen. Nachdem die Band im Jahre 2013 weitestgehend pausierte begannen die Musiker im November 2013 mit den Vorbereitungen für ein neues Studioalbum. Das 1000hp (engl. 1000 Pferdestärken) betitelte Werk erschien am 5. August 2014 und erreichte Platz drei der US-amerikanischen Albumcharts. In den USA verkaufte sich das Album in der ersten Woche nach der Veröffentlichung rund 58.000 Mal. In Europa wurde das Album über das finnische Plattenlabel Spinefarm Records veröffentlicht.
Im Rahmen der Veröffentlichung des Albums kam es zu Streitigkeiten mit Republic Records über die erste Singleauskopplung. Die Band wollte zunächst Something Different verwenden, doch das Label überredete die Band, stattdessen das Titellied auszukoppeln. Diese Entscheidung bezeichnete Sully Erna rückblickend als Fehler. Godsmack nahmen im Jahre 2014 als Headliner an den Uproar Festivals teil. Ein Jahr später spielte die Band bei den Soundwave Festivals in Australien, eine Europatournee sowie eine Nordamerikatournee mit Sevendust. Im Oktober 2015 veröffentlichten Godsmack das Lied Inside Yourself zum kostenfreien Download. Ein Jahr später gab die Band die Trennung von ihren Plattenlabel Republic Records bekannt und unterzeichnete einen neuen Vertrag mit Sony BMG.

### When Legends RiseundLighting Up the Sky(2017 bis 2025)
Für das nächste Studioalbum wurde der Produzent Eric Ron verpflichtet. When Legends Rise wurde im bandeigenen Godsmack Head Quater in Derry aufgenommen und wurde am 27. April 2018 veröffentlicht. Das Album erreichte Platz acht der US-amerikanischen, Platz zwölf der österreichischen und Platz 21 der deutschen Albumcharts. Im Sommer 2018 gingen Godsmack mit Shinedown auf eine Co-Headlinertour durch Nordamerika, bei der die Bands Like a Storm bzw. Red Sun Rising als Vorgruppe auftraten. Die für den Herbst 2018 geplante Europatournee musste verschoben werden, da der 34-jährige Sohn des Gitarristen Tony Rombola überraschend verstarb. Bei den iHeartRadio Music Awards 2019 wurden Godsmack in der Kategorie Rock Artist of the Year und das Lied Bulletproof in der Kategorie Rock Song of the Year nominiert, die Preise gingen jedoch an Three Days Grace bzw. Greta Van Fleet.
Im April und Mai 2019 spielten Godsmack eine Nordamerikatournee mit Volbeat und traten im Sommer bei den Festivals Heavy Montréal, Graspop Metal Meeting, Rock am Ring und Rock im Park auf. Bei den iHeartRadio Music Awards 2020 erhielten Godsmack eine Nominierung in der Kategorie Rock Artist of the Year, der Preis ging jedoch an Disturbed. Zwischenzeitlich waren sämtliche Bandmitglieder nach Florida umgezogen, wo die Band im Herbst 2019 mit den Arbeiten an einem neuen Studioalbum begann. Da die Band wegen der COVID-19-Pandemie keine Konzerte spielen konnte und Sänger Sully Erna an einer Lungenentzündung erkrankte arbeitete die Band ohne Agenda und Terminplan. Schließlich kündigten Godsmack im September 2022 ihr achtes Studioalbum Lighting Up the Sky an, welches am 24. Februar 2023 erschien und laut Sully Erna das letzte sein wird. Allerdings würde sich die Band nicht auflösen.

„Wir haben uns innerhalb der Band über unsere Karriere unterhalten, was wir erreicht haben und wo wir stehen. Wir hatten immensen Erfolg und unsere Freundschaft ist intakter denn je. Wir könnten zwei Abende hintereinander nur unsere Singles spielen und brauchten uns nicht zu wiederholen. Kurzum: Es ist super! Wir werden auf jeden Fall auch weiterhin live spielen und eine Greatest-Hits-Show für unsere Fans abliefern.“

Im Mai 2023 spielte die Band eine US-Tournee mit I Prevail. Es folgte im Sommer eine Co-Headlinertournee durch Nordamerika mit Staind. Für den Herbst 2023 wurde eine weitere Nordamerikatournee mit Atreyu und I Prevail angekündigt.

### Austritt von Larkin und Rombola (seit 2025)
Während der Europatournee im Frühjahr 2025 fehlten die langjährigen Bandmitglieder Shannon Larkin sowie Tony Rombola und wurden durch Will Hunt (Schlagzeug) von Evanescence und Sam Bam Koltun (Gitarre) von Dorothy ersetzt. Am 2. April 2025 veröffentlichte die Band ein Statement, dass Larkin und Rombola die Band bereits im Jahr zuvor im Guten verlassen haben.

## Stil und Einflüsse
Die Musik von Godsmack ist eine Mischung aus rifforientiertem, hartem Rock und Metal. Zu den Haupteinflüssen der Band zählen laut Erna, Larkin und Rombola Grungebands wie Alice in Chains, Metalbands wie Metallica, Judas Priest und Pantera, Hard-Rock-Bands wie Black Sabbath oder Led Zeppelin sowie Progressive-Rock-Bands wie Rush. Für Sully Erna ist der verstorbene Alice-in-Chains-Sänger Layne Staley sein Haupteinfluss als Sänger. Die Texte von Sully Erna befassen sich mit persönlichen Erfahrungen. In einem Interview erklärte er, dass die Texte von Voodoo und I Stand Alone die einzigen sind, die nicht aus seiner persönlichen Sicht verfasst wurden.
Godsmack werden von Seiten der Fachpresse in musikalische Genres wie Hard Rock, Heavy Metal, Post-Grunge, Nu Metal, und Alternative Metal eingeordnet. Sänger Sully Erna beschrieb seine Band als „moderne“ Hard-Rock-Band. Seine Band habe über die Jahre damit zu kämpfen gehabt, dass sie, nachdem sie ihren ersten Plattenvertrag unterschrieben haben, fälschlicherweise in die Kategorie Nu Metal eingeordnet wurden. Zu dieser Zeit wären „all die Korns und Limp Bizkits groß geworden“. Godsmack wären aber nie eine Metalband gewesen und versuchten daher, auf Tourneen immer mit Hard-Rock-Bands unterwegs zu sein.

## Der Bandname
Vielfach wird das Lied God Smack der Band Alice in Chains als Herkunft von Godsmacks Bandnamen genannt. Diese Version wurde von Sully Erna verneint und nennt eine bandinterne Diskussion über Fieberblasen als die Quelle des Bandnamens.

“What happened was we were rehearsing one day and our drummer came in with this huge cold sore on his lip. I teased him and really gave him a hard time about it. But then the next day, by this weird coincidence, I happened to get a cold sore on my lip. And so one of the guys in the band said to me, 'See, God just smacked you on the head for all that [teasing].' We took it as a sign, so that’s why we named the band Godsmack.”

„Eines Tages erschien unser Schlagzeuger mit einer großen Herpesblase auf seiner Lippe. Ich habe ihn deswegen gehänselt, so dass er eine schwere Zeit durchleben musste. Am nächsten Tag hatte ich selber eine Herpesblase auf der Lippe. Einer meiner Bandkollegen sagte zu mir: „Siehst du, Gott hat dir dafür eine gescheuert.“ Wir nahmen dies als ein Zeichen und wählten Godsmack als Bandnamen.“

## Bandmitglieder
Aktuelle Mitglieder
- Sully Erna – Gesang, Rhythmus Gitarre (1995–heute); Schlagzeug (Studio; 1996–2003, 2022–2023, 2024–heute); Lead Gitarre (Studio; 2024–heute)
- Robbie Merrill – Bass (1995–heute); Hintergrund Gesang (2010–heute)

Tour Mitglieder
- Chris Decato – Keyboard (2024)[37]
- Tim Theriault – Rhythmus Gitarre (2024)[37]
- Will Hunt – Schlagzeug (2025–heute)[38]
- Sam Koltun – Lead Gitarre (2025–present)[38]

Ehemalige Mitglieder
- Tommy Stewart – Schlagzeug (1995–1997, 1998–2002)
- Lee Richards – Lead Gitarre (1995–1996)
- Tony Rombola – Lead Gitarre, Hintergrund Gesang (1996–2025)
- Joe D’Arco – Schlagzeug (1997–1998)
- Shannon Larkin – Schlagzeug, Percussion (2002–2025)

Zeitlinie

## Diskografie
Studioalben

| Jahr | Titel Musiklabel                          | Höchstplatzierung, Gesamtwochen, AuszeichnungChartplatzierungen (Jahr, Titel, Musiklabel, Platzierungen, Wochen, Auszeichnungen, Anmerkungen) | Höchstplatzierung, Gesamtwochen, AuszeichnungChartplatzierungen (Jahr, Titel, Musiklabel, Platzierungen, Wochen, Auszeichnungen, Anmerkungen) | Höchstplatzierung, Gesamtwochen, AuszeichnungChartplatzierungen (Jahr, Titel, Musiklabel, Platzierungen, Wochen, Auszeichnungen, Anmerkungen) | Höchstplatzierung, Gesamtwochen, AuszeichnungChartplatzierungen (Jahr, Titel, Musiklabel, Platzierungen, Wochen, Auszeichnungen, Anmerkungen) | Höchstplatzierung, Gesamtwochen, AuszeichnungChartplatzierungen (Jahr, Titel, Musiklabel, Platzierungen, Wochen, Auszeichnungen, Anmerkungen) | Anmerkungen                                                  |
| Jahr | Titel Musiklabel                          | DE | AT | CH | US | Rock | Anmerkungen                                                  |
| ---- | ----------------------------------------- | --- | --- | --- | --- | --- | ------------------------------------------------------------ |
| 1998 | Godsmack Republic Records                 | — | — | — | US22 ×5Fünffachplatin · (92 Wo.)US | — | Erstveröffentlichung: 25. August 1998 Verkäufe: + 5.050.000  |
| 2000 | Awake Republic Records                    | DE59 (14 Wo.)DE | AT26 (9 Wo.)AT | — | US5 ×2Doppelplatin · (52 Wo.)US | — | Erstveröffentlichung: 31. Oktober 2000 Verkäufe: + 2.100.000 |
| 2003 | Faceless Republic Records                 | DE70 (3 Wo.)DE | — | — | US1 Platin · (57 Wo.)US | — | Erstveröffentlichung: 8. April 2003 Verkäufe: + 1.050.000    |
| 2006 | IV Republic Records                       | DE56 (1 Wo.)DE | AT65 (1 Wo.)AT | CH100 (1 Wo.)CH | US1 Gold · (27 Wo.)US | Rock1 (10 Wo.)Rock | Erstveröffentlichung: 25. April 2006 Verkäufe: + 500.000     |
| 2010 | The Oracle Universal Records              | DE72 (1 Wo.)DE | — | — | US1 Gold · (30 Wo.)US | Rock1 (37 Wo.)Rock | Erstveröffentlichung: 4. Mai 2010 Verkäufe: + 500.000        |
| 2014 | 1000hp Spinefarm Records                  | DE66 (1 Wo.)DE | AT62 (1 Wo.)AT | CH94 (1 Wo.)CH | US3 (15 Wo.)US | Rock2 (26 Wo.)Rock | Erstveröffentlichung: 5. August 2014                         |
| 2018 | When Legends Rise BMG Rights Management   | DE21 (5 Wo.)DE | AT12 (2 Wo.)AT | CH28 (2 Wo.)CH | US8 Gold · (7 Wo.)US | Rock1 (9 Wo.)Rock | Erstveröffentlichung: 27. April 2018 Verkäufe: + 500.000     |
| 2023 | Lighting Up the Sky BMG Rights Management | DE10 (2 Wo.)DE | AT5 (1 Wo.)AT | CH17 (1 Wo.)CH | US19 (1 Wo.)US | Rock3 (1 Wo.)Rock | Erstveröffentlichung: 24. Februar 2023                       |

grau schraffiert: keine Chartdaten aus diesem Jahr verfügbar

## Auszeichnungen
Godsmack wurden bei den Grammy Awards viermal nominiert, ohne jedoch einen Preis gewinnen zu können. Bei den Billboard Music Awards wurden Godsmack dreimal nominiert und erhielten im Jahre 2001 den Preis in der Kategorie Rock Artist of the Year. Am erfolgreichsten waren Godsmack bei den Boston Music Awards, wo die Band acht Preise bei zehn Nominierungen entgegennahmen. Gleich zweimal erhielt die Band die Preise in den Kategorien Act of the Year und Rock Band of the Year, während Sully Erna zweimal als Male Vocalist of the Year ausgezeichnet wurde.